# خالد صالح الحربي
خالد صالح الحربي، شاعر وكاتب سعودي.

## حياته
متزوّج وله من الأبناء: فراس و وطن و نون و ملاذ. ويعمل معلماً في الحدود الشمالية برفحاء.

## كتاباته
هو كاتب في مجلة فواصل و جريدة المدينة، اسم زاويته في المجلّة (متعة العتمة) وفي الجريدة (ما قبل النقطة !)، واستقر به المطاف حالياً في صحيفة الشرق السعودية عبر زاويته التي اسماها (الحبر المتوسط).
عُرف بحدته وسخريته وعدم مجاملته لأحد أيّاً كان هذا الأحد ، قام بإدارة العديد من المواقع الإلكترونية الرائدة
وحاليّاً يتواجد عبر زاويته شبه اليومية وفي صفحته على تويتر و الفيس بوك فقط - هذا في الشبكة العنكبوتيّة -
له العديد من القصائد المشهورة والقراءات النقديّة، سبق أن شارك في لجنة تحكيم مسابقة شاعر العرب على شرف الأمير محمد الأحمد السديري، ولا زال يمارس بعض الأنشطة الأدبية هنا وهناك.
منذُ سنوات وهو يعد بديوانه متعة العتمة ـ والذي تحت قيد الإعداد حتى تحرير هذه الصفحة.
من أبياته الشهيرة:
1. ↑  كامل سلمان الجبوري (2003). معجم الأدباء من العصر الجاهلي حتى سنة 2002م. بيروت: دار الكتب العلمية. ج. 3. ص. 174. ISBN:978-2-7451-3694-7. LCCN:2003489875. OCLC:54614801. OL:21012293M. QID:Q111309344.